# Parco nazionale di Mupa
Il parco nazionale di Mupa è un parco nazionale nella provincia del Cunene, in Angola. È stato dichiarato parco nazionale il 26 dicembre 1964 quando l'Angola era un territorio portoghese.
Il parco è significativo per la sua ampia varietà di avifauna (sebbene generalmente non studiata). Molti angolani risiedono all'interno del parco, che, insieme ai pastori nomadi e alla prospezione mineraria, minacciano di distruggere l'avifauna del parco. Secondo un articolo, "anche se il parco fu inizialmente proclamato per proteggere la sottospecie di giraffa, la giraffa camelopardalis angolensis, nel 1974 non ne rimase nessuna. Altri mammiferi presenti sono il leone, il leopardo, il cane selvatico e la iena maculata".
Nel parco vivono circa 18.000 persone, principalmente dedite all'agricoltura e all'allevamento del bestiame.